# Fila Brazillia
Fila Brazillia — электронный проект из Йоркшира (Северо-Восточная Англия). Основан в 1990 году Стивом Кобби и Дэвидом МакШерри. Играл в стиле эмбиент, фанк, даб, даунтемпо. За время существования проекта музыканты выпустили 9 полноформатных альбомов и более 70 ремиксов на произведения других групп, в том числе Black Uhuru, Busta Rhymes, DJ Food, Lamb, Radiohead, The Orb.
После выхода сборника Retrospective в 2006 году Кобби и Макшерри объявили об окончании сотрудничества.

## Дискография
1. Old Codes New Chaos (1994)
2. Maim That Tune (1995)
3. Mess (1996)
4. Black Market Gardening (1996)
5. Luck Be a Weirdo Tonight (1997)
6. Power Clown (1998)
7. A Touch of Cloth (1999)
8. Jump Leads (2002)
9. The Life and Times of Phoebus Brumal (2004)
10. Dicks (2004)